# Kierpień (gromada)
Kierpień – dawna gromada, czyli najmniejsza jednostka podziału terytorialnego Polskiej Rzeczypospolitej Ludowej w latach 1954–1972.
Gromady, z gromadzkimi radami narodowymi (GRN) jako organami władzy najniższego stopnia na wsi, funkcjonowały od reformy reorganizującej administrację wiejską przeprowadzonej jesienią 1954 do momentu ich zniesienia z dniem 1 stycznia 1973, tym samym wypierając organizację gminną w latach 1954–1972.
Gromadę Kierpień z siedzibą GRN w Kierpniu utworzono – jako jedną z 8759 gromad na obszarze Polski – w powiecie prudnickim w woj. opolskim, na mocy uchwały nr VII/28/54 WRN w Opolu z dnia 4 października 1954. W skład jednostki weszły obszary dotychczasowych gromad Kierpień, Pisarzowice i Rzepce ze zniesionej gminy Kórnica w tymże powiecie. Dla gromady ustalono 14 członków gromadzkiej rady narodowej.
1 stycznia 1957 z gromady Kierpień wyłączono wieś Pisarzowice, włączając ją do gromady Komorniki w powiecie krapkowickim w tymże województwie.
Gromadę zniesiono 31 grudnia 1959, a jej obszar włączono do znoszonej gromady Błażejowice w tymże powiecie.